# American Idiot (Musical)

Greenday's AMERICAN IDIOT - Das Musical am Prinzregententheater München

American Idiot ist ein Broadway Musical. Die Show ist eine Adaption von Green Days Konzeptalbum des gleichen Namens. Zusätzliche Green-Day-Songs wurden in das Stück integriert, wie vom Album 21st Century Breakdown, B-Seiten und das zuvor unveröffentlichte Lied When It's Time. Das Buch wurde von Green Days Frontsänger und Songwriter Billie Joe Armstrong geschrieben, Regie führt Michael Mayer. Die Liedtexte stammen von Armstrong und wurden für die deutsche Fassung von Titus Hoffmann übertragen. Die Musik wurde von Armstrong und seinen Bandkollegen Mike Dirnt und Tré Cool komponiert.
Die Geschichte basiert auf der des Konzeptalbums und handelt von Johnny, einem unzufriedenen Jugendlichen, der vor einer erdrückenden Vorstadt und den Einschränkungen seiner Eltern flüchtet, um nach dem Sinn des Lebens zu suchen und die Freiheit und den Reiz der Stadt zu erleben. Einer seiner Freunde bleibt zu Hause, um die Beziehung mit einer schwangeren Freundin auf die Reihe zu bekommen. Ein weiterer Freund ist im Irak stationiert. Johnny entdeckt einen Teil an sich, den er nicht mag, hat eine Liebesbeziehung und erfährt verlorene Liebe.
Nach den Vorführungen am Berkeley Repertory Theatre 2009 zog das Musical an den Broadway, mit einer ersten Vorschau im St. James Theatre am 24. März 2010 und dem offiziellen Start am 20. April 2010. Green Day als Band nahm nicht an der Vorstellung teil, Billie Joe Armstrong spielte jedoch teilweise die Rolle des St. Jimmy. Das Stück hatte jedoch eine Band auf der Bühne. Am 24. April 2011 lief die letzte Aufführung nach 422 Shows. Die deutschsprachige Erstaufführung fand am 17. Januar 2018 in Frankfurt am Main statt.
Das Stück erhielt durchwachsene bis positive Kritiken, bekam jedoch eine wichtige begeisternde Rezension von der New York Times. American Idiot gewann 2010 zwei Tony Awards: Best Scenic Design of a Musical für Christine Jones und Best Lighting Design of a Musical für Kevin Adams. Es wurde ebenfalls als Best Musical nominiert.

## Hintergrund
Green Day veröffentlichte das Konzeptalbum American Idiot im Jahr 2004. Nach Aussagen von Frontsänger Billie Joe Armstrong, wurde das Album bewusst mit einem Handlungsbogen erschaffen und einige Inspirationen kamen von Musicals wie The Rocky Horror Show und West Side Story. Armstrong sagte ebenfalls, dass sie davon ausgingen, „dass es auf die Bühne kommt oder ein Film daraus wird […] Wir fühlten uns als würden wir Musik für einen Film schreiben.“ Regisseur Michael Mayer hörte das Album und äußerte Interesse an einer Bühnenadaption. Als er an die Band wegen einer Zusammenarbeit herantrat, stimmten sie dieser zu. Die Band gab Mayer viel Spielraum für seine Adaption, nachdem sie sein vorheriges Werk Frühlings Erwachen gesehen hatten. Obwohl zusätzliche Green Day Lieder eingefügt wurden, fügte Mayer nur wenige Dialoge hinzu. Er empfand, dass die Musik und die Liedtexte für sich aussagekräftig genug waren und entfernte sogar weitere Dialoge, die Teile der Berkeley-Produktion waren, für den Umzug zum Broadway.

## Produktionsgeschichte

### Berkeley
Das Musical feierte im Berkeley Repertory Theatre Premiere. Die erste Vorschau lief am 4. September 2009 und die erste offizielle Vorstellung war am 15. September 2009. Nachdem es zum erfolgreichsten Stück in der Geschichte des Theaters wurde, verlängerten die Produzenten die Spielzeit zwei Mal bis zum 15. November 2009. Zum Ensemble gehörten John Gallagher Jr. als Johnny, Matt Caplan als Tunny, Michael Esper als Will, Tony Vincent als St. Jimmy, Rebecca Naomi Jones als Whatsername, Mary Faber als Heather und Christina Sajousals The Extraordinary Girl.

#### Berkeley-Repertory-Besetzung
- John Gallagher, Jr. – Johnny
- Tony Vincent – St. Jimmy
- Matt Caplan – Tunny
- Michael Esper – Will
- Rebecca Naomi Jones – Whatsername
- Christina Sajous – The Extraordinary Girl
- Mary Faber – Heather

Weitere Auftritte hatten Declan Bennett, Andrew Call, Gerard Canonico, Miguel Cervantes, Joshua Henry, Brian Charles Johnson, Lorin Latarro, Omar Lopez-Cepero, Chase Peacock, Theo Stockman, Ben Thompson, Alysha Umphress, Morgan Weed und Libby Winters.

### Broadway
Das Musical zog an den Broadway in das St. James Theatre. Die erste Voraufführung lief am 24. März 2010 und die erste Vorstellung wurde am 20. April 2010 gezeigt. Die Produktion soll zwischen acht und zehn Millionen US-Dollar kosten. Laut einem Bericht der New York Times war das Stück auch nach sechsmonatiger Aufführung „weit davon entfernt einen Gewinn zu erzielen“.
Zur Broadway-Besetzung gehören John Gallagher Jr. als Johnny, Michael Esper als Will, Stark Sands als Tunny, Tony Vincent als St. Jimmy, Rebecca Naomi Jones als Whatsername, Mary Faber als Heather und Christina Sajous als Extraordinary Girl.
Tom Kitt ist der Music-Supervisor und Orchestrator für die Berkeley- und Broadway-Produktionen. Die Produzenten des Stücks sind Ira Pittelman und Tom Hulce. Das Kreativteam von American Idiot ist größtenteils dasselbe wie bei Frühlings Erwachen: Michael Mayer, Regisseur, Christine Jones, Bühnendesignerin und Kevin Adams, Lichtgestalter. Andrea Lauer ist die Kostümbildnerin.
Am 26. September 2010 schrieb Billie Joe Armstrong beim offiziellen Green Day Twitter-Konto, dass er vom 28. September bis zum 3. Oktober die Rolle des St. Jimmy übernehmen wird. Diese Ankündigung führte zu einem schnellen Anstieg der verkauften Tickets im St. James Theatre. Es gab in der Zeit insgesamt 77 % mehr Ticketverkäufe, einen Preisanstieg pro Karte um durchschnittlich 22 % und eine Steigerung des Bruttoumsatzes von 127 % im Vergleich zu den vorherigen Wochen. Der Singer-Songwriter ersetzte Tony Vincent, der aus persönliches Gründen eine Auszeit genommen hatte. Die Woche darauf wurde er durch Andrew Call und Joshua Kobak ersetzt. Am 30. November 2010 gaben die Produzenten bekannt, dass Armstrong für weitere 50 Auftritte, in der Zeit vom 1. Januar bis 27. Februar 2011, die Rolle des St. Jimmy spielen wird.>
Armstrongs Broadway-Auftritte gehören zu einer Reihe von Werbemaßnahmen für das Stück. Das Ensemble trat bei den Grammy Awards am 31. Januar 2010 zusammen mit Green Day auf.

#### Broadway-Besetzung
| Rolle                  | Premiere            | Dernière             |
| ---------------------- | ------------------- | -------------------- |
| Johnny                 | John Gallagher, Jr. | Van Hughes           |
| St. Jimmy              | Tony Vincent        | Billie Joe Armstrong |
| Tunny                  | Stark Sands         | David Larsen         |
| Will                   | Michael Esper       | Justin Guarini       |
| Whatsername            | Rebecca Naomi Jones | Rebecca Naomi Jones  |
| The Extraordinary Girl | Christina Sajous    | Libby Winters        |
| Heather                | Mary Faber          | Jeanna de Waal       |

Weitere Rollen hatten Krystina Alabado, Declan Bennett, Jennifer Bowles, Andrew Call, Gerard Canonico, Miguel Cervantes, Joshua Henry, Brian Charles Johnson, Jason Kappus, Joshua Kobak, Lorin Latarro, Omar Lopez-Cepero, Leslie McDonel, Sean Michael Murray, Chase Peacock, Theo Stockman, Ben Thompson, Alysha Umphress, Aspen Vincent, Mikey Winslow und Libby Winters.

##### Vertretungen
- Wallace Smith ersetzte Joshua Henry in der Rolle des Favorite Son am 20. Juli 2010[24]
- Billie Joe Armstrong spielte für Tony Vincent die Rolle des St. Jimmy vom 27. September 2010 bis zum 3. Oktober 2010
- Jeanna de Waal vertrat Mary Faber in der Rolle der Heather am 14. Dezember 2010[25]
- Billie Joe Armstrong ersetzte Tony Vincent in der Rolle des St. Jimmy am 1. Januar 2011 und zudem für 50 weitere Auftritte zwischen dem 1. Januar und dem 27. Februar. Vertreten wurde er zwischen dem 11. und 16. Januar von Andrew Call und Chase Peacock.[26]
- Jason Kappus ersetzte Theo Stockman am 31. Januar 2011. Armstrong nahm dieselbe Rolle ebenfalls in den letzten drei Wochen des Musicals am Broadway ein.
- Melissa Etheridge vertrat Billie Joe Armstrong vom 1. bis 6. Februar 2011 und Chase Peacock vom 7. bis zum 9. Februar.[27]
- Davey Havok, Sänger der Band AFI, spielt St. Jimmy zwei Wochen lang ab dem 1. März 2011.[28]

### Tour
Das Musical ging ab 28. Dezember 2011 in Toronto auf Nordamerika-Tournee, internationale Auftritte beschränkten sich zunächst auf Großbritannien und Irland, sowie Südkorea und Japan. Nach einer Premiere im schwedischen Malmö 2015 folgte eine Produktion am Londoner Arts Theatre 2016. Im darauffolgenden Jahr wurde American Idiot in unterschiedlichen Inszenierungen in Brisbane, Buenos Aires und Kopenhagen nachgespielt.

### Deutschsprachige Erstaufführung in Frankfurt
Die deutschsprachige Erstaufführung von American Idiot fand am 17. Januar 2018 im Rockclub Batschkapp in Frankfurt am Main statt. Die Liedtexte wurden von Titus Hoffmann ins Deutsche übertragen. Regie führte Thomas Helmut Heep, die musikalische Leitung übernahm Dean Wilmington, die Choreografie stammte von Ludwig Mond. Im September 2018 war die Frankfurter Produktion auch im Berliner Admiralspalast zu sehen.

### München
Am 6. November 2019 inszenierte Johannes Reitmeier, Intendant am Tiroler Landestheater Innsbruck, das Musical für die Theaterakademie August Everding im Münchner Prinzregententheater. Stefanie Erb übernahm die Choreographie, es spielte die Band Vanden Plas unter Leitung von Günter Werno. Frontmann Andy Kuntz übernahm die Rolle des St. Jimmy. Die Inszenierung wurde später ans Tiroler Landestheater übernommen.

#### Besetzung der deutschsprachigen Erstaufführung
| Rolle            | Besetzung                  |
| ---------------- | -------------------------- |
| Johnny           | Philipp Büttner            |
| Will             | Dennis Hupka               |
| Tunny            | Sebastian Smulders         |
| St. Jimmy        | Robert Lankester           |
| Whatsername      | Lisa Antoni                |
| Heather          | Laura Friedrich Tejero     |
| Abgefahr’ne Frau | Lena Weiss                 |
| Lieblingssohn    | Claudio Gottschalk-Schmitt |
| Alysha           | Paulina Plucinski          |
| Chelsea          | Yvonne Braschke            |

## Handlung
Das Musical beginnt mit einer Gruppe von Jugendlichen, die unglücklich in einem Vorort (genannt Jingletown) in den Vereinigten Staaten wohnen. Deprimiert von der Lage der Nation, macht sich die Frustration in der Gemeinschaft breit (American Idiot). Das Stück fokussiert sich im Weiteren auf drei Freunde: Johnny, Will und Tunny. Die drei fühlen sich bedroht von ihren banalen Leben. Johnny (alias „Jesus of Suburbia“) bemitleidet sich zusammen mit Will (Jesus of Suburbia). Tunny schließt sich der Gruppe an. Als ihnen das Bier ausgeht, machen sie sich auf den Weg zu einem 7-Eleven, an dem Tunny den nichtstuenden, nirgendwo hingehenden Treibsand ihrer Leben herausstellt (City of the Damned). Sie werden geärgert, und Johnny fordert seine Freunde auf, einzugreifen (I Don't Care). Wills Freundin Heather erscheint. Sie ist schwanger und weiß nicht weiter (Dearly Beloved). Johnny leiht sich Geld von seiner Mutter und kauft Bustickets in die Stadt für sich und seine Freunde. Heather jedoch erzählt Will von ihrer Schwangerschaft mit seinem Kind, und er entschließt sich zu Hause zu bleiben (Tales of Another Broken Home). Johnny und Tunny machen sich auf den Weg in die Stadt mit einer Gruppe anderer Jugendlicher (Holiday).
Während Johnny in der Stadt herumwandert und nach einer Frau schmachtet, die er in einem Apartmentfenster sieht (Boulevard of Broken Dreams), fällt es Tunny schwer, sich ans städtische Leben anzupassen, und er wird von einem Fernsehspot für die Armee verführt (Favorite Son). Tunny stellt fest, dass seine Generation so betäubt und abgestumpft ist, dass noch nicht einmal die hellen Lichter der Stadt ihn erregen (Are We the Waiting). Er lässt sich bei der Armee verpflichten.
Frustriert von dem Abgang seiner Freunde und seiner Unfähigkeit, eine Freundin oder Spaß zu finden, beschwört Johnny eine rebellische starke Reflexion von sich namens „St. Jimmy“ herauf und spritzt sich zum ersten Mal Heroin (St. Jimmy). In Jingletown sitzt Will auf dem Sofa, während die Schwangerschaft seiner Freundin weiter voranschreitet. Er trinkt Bier und fleht nach seiner Freilassung. Währenddessen wird Tunny in ein Kriegsgebiet versetzt, wird kurz darauf angeschossen und verwundet (Give Me Novacaine).
Johnny merkt, dass St. Jimmy ihm das gibt, was er immer schon wollte: Frauen und Spaß. Er verbringt die Nacht mit dem Mädchen, welches er im Fenster gesehen hat, und nennt sie „Whatsername“. Johnny hat sich in Whatsername verguckt und will feiern, doch St. Jimmy hat für die beiden andere Pläne (Last of the American Girls/She's a Rebel). Johnny und Whatsername gehen in einen Club, nehmen Drogen zusammen und haben leidenschaftlichen Sex. Mittlerweile wurde Wills und Heathers Baby geboren, und Will ist zunehmend vergesslicher, während Heather sich liebevoll um die Zukunft mit ihrem Kind bemüht (Last Night on Earth).
Heather hat von Wills mit Gras und Alkohol gefüllter Gleichgültigkeit genug. Ungeachtet Wills Beteuerungen nimmt sie das Baby und verlässt ihn (Too Much, Too Soon). Zur selben Zeit fällt Tunny in einem Bett eines Armeekrankenhauses (Before the Lobotomy) der Hoffnungslosigkeit, die er während des Krieges gesehen hat, zum Opfer und beginnt zu halluzinieren. Mit seiner Krankenschwester tanzt er zusammen in der Luft (Extraordinary Girl). Er verliebt sich in sie (Before the Lobotomy (Reprise)).
In der Stadt erscheint wieder Jimmy, doch Johnny ignoriert ihn und schaut Whatsername beim Schlafen zu. Johnny denkt über ihre Beziehung nach und erzählt ihr von der Stärke seiner Liebe (When It's Time). Die Verführung der Drogen ist jedoch zu groß; Jimmy zwingt Johnny dazu, zunehmend launischer zu werden, und letztendlich bedroht er Whatsername (und dann sich selbst) mit einem Messer (Know Your Enemy). Whatsername versucht über sein Verhalten zu sprechen, ist jedoch schockiert von seiner Unkontrolliertheit. Währenddessen kümmert sich Extraordinary Girl um Tunnys Wunden und Will sitzt wieder alleine auf seinem Sofa (21 Guns). Danach gehen Johnny und Jimmy, und Johnny hinterlässt Whatsername eine Notiz, in der steht, dass er sich gegen sie und für Jimmy und die Drogen entschieden hat. Ängstlich und deprimiert, explodiert Whatsername vor Johnny und sagt ihm, dass er nicht der Jesus of Suburbia sei. Sie versucht ihm klarzumachen, dass St. Jimmy keine reale Person sei, wie er glaubt, sondern ein Gebilde aus der Wut seines Vaters und der Liebe seiner Mutter (Letterbomb). Sie verlässt ihn.
Verletzt vom Weggangs Whatsernames wird Johnny dazu gezwungen, einzusehen, dass sein Leben nichts bedeutet; er sehnt sich nach besseren Tagen in der Zukunft, Tunny sehnt sich nach der Heimat, und Will sehnt sich nach all den Dingen, die er verloren hat (Wake Me Up When September Ends). St. Jimmy taucht wieder auf und startet einen letzten Versuch, Johnnys Aufmerksamkeit zu bekommen, doch dieser Teil von Johnny ist gestorben, welches zu dem metaphorischen Suizid von St. Jimmy führt (The Death of St. Jimmy). Johnny wird clean und nimmt einen Bürojob an, doch stellt schnell fest, dass er für sich keinen Ort in der Stadt findet (East 12th Street). Will, ganz alleine mit seinem Fernseher, beklagt seinen Status als Ausgestoßener (Nobody Likes You). Als er endlich vom Sofa aufsteht, erscheint Heather mit ihrem neuen Rockstarfreund (Rock and Roll Girlfriend). Will macht sich zum 7-Eleven und trifft dort Johnny und Tunny. Johnny hat seine Gitarre für ein Busticket nach Hause verkauft, und Tunny ist als Amputierter aus dem Krieg zurückgekehrt mit dem Extraordinary Girl. Als Tunny sie seinen Freunden vorstellt, kommen Heather und ihr Freund ebenfalls hinzu. In einem unsicheren Waffenstillstand gibt sie das Baby an Will. Weitere alte Freunde kommen, um die drei zu begrüßen (We're Coming Home Again).
Ein Jahr später klagt Johnny über den Verlust der Liebe seines Lebens, doch er akzeptiert, dass er im Kampf von Wut und Liebe, der sein Leben definiert hat, weiterleben kann. Mit dieser Zustimmung kommt die Möglichkeit von Hoffnung (Whatsername).
Nach dem Applaus für das Ensemble erhebt sich der Vorhang ein weiteres Mal, und alle Schauspieler stehen mit einer Gitarre auf der Bühne und tragen den Song Good Riddance (Time of Your Life) vor.

## Lieder
Das Musical beinhaltet alle Songs des Albums American Idiot, einige B-Seiten und Tracks des Albums 21st Century Breakdown.
Broadway
- American Idiot – Company
- Jesus of Suburbia
  - Jesus of Suburbia – Johnny & Will
  - City of the Damned – Tunny, Johnny, Will & Ensemble
  - I Don't Care – Johnny, Will, Tunny & Ensemble
  - Dearly Beloved – Heather & Männer
  - Tales of Another Broken Home – Johnny, Will, Tunny, Heather & Ensemble
- Holiday – Johnny, Tunny, Theo & Ensemble
- Boulevard of Broken Dreams – Johnny, Whatsername, Tunny & Männer
- Favorite Son – Favorite Son & Frauen
- Are We the Waiting – Tunny, Favorite Son & Ensemble
- St. Jimmy – Johnny, St. Jimmy & Ensemble
- Give Me Novacaine – Will, Tunny & Ensemble
- Last of the American Girls/She's a Rebel – Johnny, Whatsername, Will, Chase, St. Jimmy & Ensemble
- Last Night on Earth – St. Jimmy, Whatsername, Heather & Ensemble
- Too Much Too Soon – Theo, Alysha, Will & Heather
- Before the Lobotomy – Tunny, Wallace, Ben & Chase
- Extraordinary Girl – Extraordinary Girl, Tunny & Company
- Before the Lobotomy (Reprise) – Tunny, Wallace, Ben & Chase
- When It's Time – Johnny
- Know Your Enemy – St. Jimmy, Will, Johnny & Ensemble
- 21 Guns – Whatsername, Extraordinary Girl, Heather, Tunny, Johnny, Will & Ensemble
- Letterbomb – Whatsername & Frauen
- Wake Me Up When September Ends – Johnny, Will, Tunny, & Ensemble
- Homecoming
  - The Death of St. Jimmy – St. Jimmy & Johnny
  - East 12th St. – Johnny, Gerard, Theo & Ensemble
  - Nobody Likes You – Will & Company
  - Rock and Roll Girlfriend – Miguel, Heather, Will & Ensemble
  - We're Coming Home Again – Johnny, Tunny, Will & Ensemble
- Whatsername – Johnny & Ensemble
- Good Riddance (Time of Your Life) – Ensemble

Deutschland
- American Idiot – Company
- Jesus von Suburbia
  - Jesus von Suburbia – Johnny & Will
  - Du verfluchtes Kaff – Tunny, Johnny, Will & Ensemble
  - Scheißegal – Johnny, Will, Tunny & Ensemble
  - Herzallerliebstes – Heather & Männer
  - Noch ein kaputter Kindheitstraum – Johnny, Will, Tunny, Heather & Ensemble
- Wir machen blau – Johnny, Tunny, Theo & Ensemble
- Scherben meiner Träumerei'n – Johnny, Whatsername, Tunny & Männer
- Lieblingssohn – Favorite Son & Frauen
- Warten wir nur – Tunny, Favorite Son & Ensemble
- St. Jimmy – Johnny, St. Jimmy & Ensemble
- Gib mir mehr Morphin – Will, Tunny & Ensemble
- Die letzte der American Girls/Die Rebellin – Johnny, Whatsername, Will, Chase, St. Jimmy & Ensemble
- Letzte Nacht der Welt – St. Jimmy, Whatsername, Heather & Ensemble
- Zu früh zu viel – Theo, Alysha, Will & Heather
- Vor der Lobotomie – Tunny, Wallace, Ben & Chase
- Abgefahr'ne Frau – Abgefahr'ne Frau, Tunny & Company
- Vor der Lobotomie (Reprise) – Tunny, Wallace, Ben & Chase
- Wann darf ich dir gesteh'n – Johnny
- Weißt du wer die Feinde sind – St. Jimmy, Will, Johnny & Ensemble
- Kampf jeder Gewalt – Whatsername, Abgefahr'ne Frau, Heather, Tunny, Johnny, Will & Ensemble
- Briefbombe – Whatsername & Frauen
- Weck mich, wenn der Herbst beginnt – Johnny, Will, Tunny, & Ensemble
- Wir kommen wieder heim
  - Der Tod von St. Jimmy – St. Jimmy & Johnny
  - East 12th Street – Johnny, Gerard, Theo & Ensemble
  - Niemand mehr mag dich – Will & Company
  - Rock and Roll-Freundin – Miguel, Heather, Will & Ensemble
  - Wir kommen wieder heim – Johnny, Tunny, Will & Ensemble
- Whatsername – Johnny & Ensemble
- Und Tschüss! (Eine echt geile Zeit) – Ensemble

Green Day veröffentlichte die Single 21 Guns mit dem Musicalensemble auf Spinner.com am 3. Dezember 2009. In dieser Version singt Billie Joe Armstrong zusammen mit Christina Sajous, Rebecca Naomi Jones, Mary Faber und Matt Caplan, unterstützt vom Rest der American Idiot Besetzung. Zudem trat Green Day zusammen mit dem Musicalensemble am 31. Januar 2010 bei den Grammy Awards 2010 auf.
Das Album American Idiot: The Original Broadway Cast Recording wurde am 20. April 2010 veröffentlicht. Die Aufnahme beinhaltet alle Songs des Musicals sowie eine neue Version des Tracks When It's Time von Green Day. Alle Instrumente wurden ebenfalls von Green Day eingespielt.

## Kritik
Die Kritiken für die Berkeley-Rep-Produktion waren gemischt. Charles McNulty von der Los Angeles Times nannte die Show „kinetisch unterhaltsam in einer Art die absichtlich die seichte, mediengesättigte Kultur reflektiert, über die das Album schimpft“. Karen D’Souza von San Jose Mercury News bezeichnete die Produktion als „eine prügelnde Collage von Songs, zusammengeschmolzen mit hypnotischen Bewegungen und staunenerregenden Effekten.“ Jim Harrington von der Oakland Tribune verglich das Musical nachteilig mit dem eigentlichen Album und schrieb: „was einmal ein guter Gouda war, wurde abgepackt als Velveeta (Streichkäse)“, und sarkastisch weiter, „In anderen Worten, es sollte ein großer Erfolg am Broadway werden.“ Charles Isherwood von der New York Times merkte an, dass der Show „Figuren mit emotionaler Tiefe oder Spezifität fehlen und die Handlungsstränge viel zu simpel sind“. Er fühlte jedoch, dass „die Show eine stimulierende Energie besitzt und eine Vision der verlorenen Jugend die uns in ihrem Griff hat.“
Isherwoods Kritik der Broadway-Produktion war enthusiastisch. Er nannte das Musical „ein pulsierendes Porträt der vergeudeten Jugend, das alle Standard-Genre-Konventionen beschwört … nur um sie zu überschreiten durch die Kraft seiner Musik und der Kunstfertigkeit seiner Ausführung, die Show ist so erfrischend und letztendlich so bewegend wie nichts anderes in dieser Broadwaysaison. Oder vielleicht auch seit ein paar anderen.“ Jed Gottleib vom Boston Herald genoss die Voraussetzung des Stücks doch fand, dass „die Musik und die Aussage leidet an einem Ort, an dem das Publikum höflich ist und vernünftig sitzt“. Michael Kuchwara von der Associated Press fand die Show „visuell eindrucksvoll und musikalisch abenteuerlich“, merkte aber an, dass „das Stück einen blanken Wisch an Handlung besitzt und eine minimale Charakterentwicklung“. Paul Kolnik von der USA Today genoss den Widerspruch, dass Green Days „überaus populäres, absolut ernüchterndes Album… das Wohlfühlmusical der Saison ist“. Times Richard Zoglin meinte, dass die Musik „die reinste Probe von zeitgenössischen Punk-Rock ist, die der Broadway bislang erlebt hat und es gibt genug Abwechslung …  Was der Show fehlt ist eine vollständig ausgearbeitete Handlung.“ Er schloss ab, dass „American Idiot, trotz seines ernsten Schnüffelns und Aufbauschens, nur etwas mehr als ein kommentiertes Rockkonzert ist. …  Dennoch verdient es mindestens zwei Hochrufe – für seine unwiderstehliche musikalische Energie und für das Öffnen von frischen Blicken auf das merkwürdige Pärchen Rock und Broadway.“ Peter Travers vom Rolling Stone schrieb in seiner Kritik: „Obwohl American Idiot Echos von Rockmusicals wie Tommy, Hair, Rent und Frühlings Erwachen besitzt, schneidet es sich seinen eigene Weg ins Herz. Du weißt nicht das dich getroffen hat. American Idiot kennt keine Grenzen — es ist ein globaler Knockout.“ UpVenue beschrieb das Musical als „bahnbrechender Teil der Kunstausübung,“ dem Besitz der „emotionalen Ladung von Rent,“ und gratulierte Green Day für die Verewigung von American Idiot und 21st Century Breakdown.

## Auszeichnungen und Nominierungen
American Idiot gewann insgesamt sechs Preise von 20 Nominierungen.

### Broadway.com Audience Awards 2010
Zwei Preise von acht Nominierungen.
- Favorite Ensemble Cast (Gewonnen)
- Favorite Leading Actor in a Musical
  - John Gallagher Jr. (Gewonnen)
- Favorite New Broadway Musical (Nominiert)
- Favorite Performance by a Featured Actor in a Broadway Musical
  - Michael Esper (Nominiert)
  - Stark Sands (Nominiert)
  - Tony Vincent (Nominiert)
- Favorite Performance by a Featured Actress in a Broadway Musical
  - Rebecca Naomi Jones (Nominiert)
- Favorite Onstage Pair
  - John Gallagher Jr. & Rebecca Naomi Jones (Nominiert)

### Drama Desk Awards 2010
Ein Preis von drei Nominierungen.
- Outstanding Musical (Nominiert)
- Outstanding Director of a Musical – Michael Mayer (Gewonnen)[48]
- Outstanding Orchestrations – Tom Kitt (Nominiert)

### Drama League Awards 2010
Kein Preis aus drei Nominierungen.
- Distinguished Production of a Musical (Nominiert)
- Distinguished Performance Award
  - John Gallagher Jr.(Nominiert)
  - Tony Vincent(Nominiert)

### Outer Critics Circle Awards 2010
Ein Preis von zwei Nominierungen.
- Outstanding New Broadway Musical (Nominiert)
- Outstanding Lighting Design (Play or Musical) – Kevin Adams (Gewonnen)

### Tony Awards 2010
Zwei Preise von drei Nominierungen. Bei einem Treffen der Tony Administration Committee am 30. April 2010 wurde die Musik von American Idiot von einer Nominierung für Beste Originalmusikabgelehnt, da weniger als 50 % speziell für die Produktion geschrieben wurde.
- Best Musical (Nominiert)
- Best Scenic Design of a Musical – Christine Jones (Gewonnen)
- Best Lighting Design of a Musical- Kevin Adams  (Gewonnen)

### Grammy Awards 2011
- Best Musical Show Album (Gewonnen)

## Broadway-Zuschauer, Aufführungen und Bruttoeinnahmen
Die folgende Tabelle bietet einen monatlichen Überblick über Ticketverkäufe, Besucherzahlen und Daten zu den Aufführungen der Produktion am St.-James-Theater (1709 Sitze).
| Zeitraum                                                     | Besucherzahl | Bruttoumsatz   | Durchschn. Eintrittspreis | Auslastung | Einzelnachweise                    |
| ------------------------------------------------------------ | ------------ | -------------- | ------------------------- | ---------- | ---------------------------------- |
| 24. März – 4. April 2010 (12 Voraufführungen)                | 16.879       | 1.312.033 USD  | 77,73 USD                 | 82,3 %     | [ 55 ] [ 56 ]                      |
| 5. April – 2. Mai 2010 (14 Voraufführungen, 16 Aufführungen) | 38.195       | 2.591.496 USD  | 67,85 USD                 | 74,5 %     | [ 57 ] [ 58 ] [ 59 ] [ 60 ]        |
| 3. Mai – 6. Juni 2010 (40 Aufführungen)                      | 47.371       | 3.898.058 USD  | 82,23 USD                 | 69,3 %     | [ 61 ] [ 62 ] [ 63 ] [ 64 ] [ 65 ] |
| 7. Juni – 4. Juli 2010 (31 Aufführungen)                     | 36.876       | 3.082.501 USD  | 83,59 USD                 | 69,6 %     | [ 66 ] [ 67 ] [ 68 ] [ 69 ]        |
| 5. Juli – 1. August 2010 (32 Aufführungen)                   | 39.793       | 3.199.187 USD  | 80,40 USD                 | 72,8 %     | [ 70 ] [ 71 ] [ 72 ] [ 73 ]        |
| 2. August – 5. September 2010 (40 Aufführungen)              | 45.125       | 3.535.540 USD  | 78,35 USD                 | 66,0 %     | [ 74 ] [ 75 ] [ 76 ] [ 77 ] [ 78 ] |
| 6. September – 3. Oktober 2010 (31 Aufführungen)             | 36.363       | 2.491.234 USD  | 68,51 USD                 | 68,6 %     | [ 79 ] [ 80 ] [ 81 ] [ 20 ]        |
| 4. – 31. Oktober 2010 (32 Aufführungen)                      | 28.202       | 1.983.404 USD  | 70,33 USD                 | 51,6 %     | [ 82 ] [ 83 ] [ 84 ] [ 85 ]        |
| 1. November – 5. Dezember 2010 (40 Aufführungen)             | 33.334       | 2.452.032 USD  | 73,56 USD                 | 48,8 %     | [ 86 ] [ 87 ] [ 88 ] [ 89 ] [ 90 ] |
| 6. Dezember 2010 – 2. Januar 2011 (32 Aufführungen)          | 33.694       | 2.694.839 USD  | 79,98 USD                 | 61,6 %     | [ 91 ] [ 92 ] [ 93 ] [ 94 ]        |
| 3. Januar – 6. Februar 2011 (40 Aufführungen)                | 47.347       | 3.912.616 USD  | 82,64 USD                 | 69,3 %     | [ 95 ] [ 96 ] [ 97 ] [ 98 ] [ 99 ] |
| 7. Februar – 6. März 2011 (32 Aufführungen)                  | 43.148       | 3.818.799 USD  | 88,50 USD                 | 78,9 %     | [ 100 ] [ 101 ] [ 102 ] [ 103 ]    |
| 7. März – 3. April 2011 (32 Aufführungen)                    | 32.498       | 1.912.847 USD  | 58,86 USD                 | 59,4 %     | [ 104 ] [ 105 ] [ 106 ] [ 107 ]    |
| 4. April – 24. April 2011 (24 Aufführungen)                  | 31.898       | 2.913.465 USD  | 91,34 USD                 | 77,8 %     | [ 108 ] [ 109 ] [ 110 ]            |
| Insgesamt                                                    |              |                |                           |            |                                    |
| 422 Aufführungen, 26 Voraufführungen                         | 510.723      | 39.798.051 USD | 77,92 USD                 | 66,7 %     |                                    |

## Verfilmung
Universal Studios und Playtone, die Produktionsfirma von Tom Hanks, arbeiteten an einer Filmumsetzung des Musicals. Im Oktober 2016 wurde bekannt, dass HBO zusammen mit Playtone an dem Film arbeitete. Michael Mayer, der Regisseur des Musicals sollte auch bei der Verfilmung Regie führen. Das Drehbuch stammte von Dustin Lance Black. Billie Joe Armstrong sollte die Hauptrolle spielen. Im Februar 2020 äußerte Billie Joe Armstrong, dass das Projekt „so gut wie eingestellt“ sei.